# Pigmento fotosintético

Absorción de las clorofilas a y b a distintas longitudes de onda. Puede verse que absorben las colores de los extremos del arco iris (hacia el azul y el rojo), pero no el verde, de lo que procede su color.

Un pigmento fotosintético (pigmento accesorio, pigmento de cloroplasto, pigmento de antena) es un pigmento que está presente en los cloroplastos o bacterias fotosintéticas y captura la energía luminosa necesaria para la fotosíntesis. Sus colores les dan la capacidad de absorber y reflejar distintas longitudes de onda de la luz, de forma que los organismos fotosintéticos que cuentan con mayor diversidad de ellos pueden absorber energía de una mayor variedad de tipos de luz.
Cuando una molécula de pigmento absorbe un fotón, pasa a un estado de excitación, un pigmento excitado es inestable, transfiriendo su energía extra o su electrón excitado a una molécula vecina. Vamos a ver cómo estos procesos funcionan en la siguiente sección: reacciones dependientes de la luz.
Lista de pigmentos fotosintéticos (en orden creciente de polaridad):
- Caroteno: un pigmento naranja
- Xantófila: un pigmento amarillo
- Feofitina a:[2] un pigmento marrón grisáceo
- Feofitina b:[2] un pigmento amarillo-marrón
- Clorofila a: un pigmento azul verdoso
- Clorofila b: un pigmento amarillo verdoso

## Clorofilas
Existen 5 tipos de clorofila: a, b, c y d, además de la bacterioclorofila que algunos procariontes tienen, y son el pigmento de color verde. Todas las plantas fotosintéticas, algas y cianobacterias contienen la clorofila a que es esencial en la fotosíntesis. La clorofila b también capaz de absorber la luz, pero no de transformarla en energía, solo la tienen las plantas y algas verdes junto a algunas cianobacterias.
El conjunto de longitudes de onda que absorbe un pigmento se conoce como su espectro de absorción. Cada pigmento absorbe la luz de manera más eficiente en una parte diferente del espectro electromagnético. La Clorofila a en los rangos de 400–450 nm y 650–700 nm; la clorofila b en 450–500 nm y 600–650 nm. La xantofila entre 400–530 nm. Sin embargo, ninguno de los pigmentos absorbe bien en la región verde-amarilla; el reflejo difuso de la luz verde no absorbida es responsable del abundante verde que vemos en la naturaleza. 
Debido a que la clorofila a es esencial en la fotosíntesis, los demás pigmentos (clorofila b,c y d, xantófilas y carotenoides) se conocen como pigmentos accesorios. Estos permiten la absorción de una gama más amplia de longitudes de onda y, por lo tanto, una captura mayor de energía de la luz solar. La fluorescencia de la clorofila a refleja el estado fotosintético de la planta y los efectos del estrés, ya que la produce para disipar el exceso de energía y evitar así daños por estrés.

### Carotenoides
Los carotenoides son rojos, amarillos y naranjas, por absorber la luz violeta y la azul verdosa. Dan a los frutos o las semillas sus colores brillantes, que ayudan a atraer animales y favorecer la dispersión. Eliminan el excedente de energía que la planta recibe del sol, absorbiéndola y disipándola como calor. Pueden clasificarse en dos subtipos: carotenos (amarillos, naranjas y rojos) y xantofilas (siempre amarillos).

### Ficobilinas
Las ficobilinas solo pueden encontrarse en algas rojas y cianobacterias. Se usan como etiquetas químicas por su fluorescencia característica al ser expuestas a una luz intensa.

## Bacterias
Como las plantas, las cianobacterias utilizan el agua como donante de electrones para la fotosíntesis, liberando oxígeno como subproducto y utilizando clorofila como pigmento. Además, la mayoría de las cianobacterias utilizan ficobiliproteínas, pigmentos solubles en agua que se encuentran en el citoplasma del cloroplasto, para capturar la energía de la luz y transmitirla a las clorofilas. Algunas cianobacterias, las proclorofitas, usan clorofila b en lugar de ficobilina). Se cree que los cloroplastos de las plantas y las algas evolucionaron a partir de las cianobacterias.
Varios otros grupos de bacterias utilizan pigmentos de bacterioclorofila (similares a las clorofilas) para la fotosíntesis. A diferencia de las cianobacterias, estas bacterias no producen oxígeno; normalmente utilizan ácido sulfhídrico en lugar de agua como donante de electrones.
Recientemente, se ha encontrado un pigmento muy diferente en algunas gammaproteobacterias marinas: la proteorrodopsina. Es similar y probablemente se originó a partir de la bacteriorrodopsina. La clorofila b bacteriana se ha aislado de Rhodopseudomonas spp. pero aún no se conoce su estructura.

## Arqueas
Las halobacterias utilizan el pigmento bacteriorodopsina que actúa directamente como una bomba de protones cuando se expone a la luz.